# Tillandsia excelsa
Tillandsia excelsa es una especie de plantas, dentro del género  de Tillandsia, perteneciente a la  familia de las bromelias, (Bromeliaceae).

## Distribución geográfica
Se encuentran en los bosques y montañas de Costa Rica, Honduras y en la mayor parte de Centroamérica.

## Descripción
La Tillandsia excelsa es una planta de hojas anchas crecen en áreas lluviosas con periodos de sequía. Los alimentos que necesita la planta los recolecta del aire (polvo, hojas que se caen y materia procedente de los  insectos) a través de las estructuras en las hojas llamadas tricomas. 
Las especies de Tillandsia son epífitas, es decir en la naturaleza crecen normalmente sobre otras plantas, sin ser parásitos, y crecen fuera del suelo, creciendo encima de otras plantas, generalmente en árboles, o en rocas y acantilados.
La reproducción está asegurada por las plántulas llamadas los "hijuelos". Una sola planta podría tener una docena de hijuelos  que pueden ser quitados y desarrollados solos por separado o dejados junto con la planta madre, para formar una colonia.

## Cultivo y usos
Tillandsia es una planta de interior de aspecto atrayente, se desarrollan bien en el interior de las casas o en invernadero, no precisando de suelo, ya que el agua y el alimento lo absorben a través de las hojas. 
Las raíces las utilizan solamente como anclajes (ya que los nutrientes no los toman con las raíces). 
Sus requerimientos :
- Luz

Prefieren la luz del sol indirecta o difusa en verano (el pleno sol  del verano dañará las hojas) solamente es aceptable el sol directo  en invierno. Si se encuentra en el interior, la Tillandsia se debe poner cerca de una ventana soleada (evite la localización norte). Prefieren estar al aire libre en verano. 
- Aire

Su ideal es el movimiento suave de aire fresco.
- Riego

Para regarlas, la primera opción es agua de lluvia. Si el agua de lluvia no es suficiente, use agua del grifo filtrada o agua del grifo. Las plantas se deben empapar a fondo dos veces por semana cuando aún no tiene la flor, más a menudo con un ambiente cálido y  seco, pero no mantenga las plantas constantemente mojadas, permitanle secarse entre los riegos. Además, la planta les agradecerá el ser rociadas en verano con agua vaporizada una vez al día. El aerosol tres veces a la semana en el otoño y el invierno. La rociadura de agua no substituye al empapar cuidadosamente con una lata de riego o sumergirla enteramente en agua (por aproximadamente una hora). Después de empapar, el exceso del agua se sacude para evitar la putrefacción. Las plantas en flor son más susceptibles a la putrefacción y no deben ser empapadas. Las Tillandsia no puede sobrevivir con agua constante, ni siendo plantado en tierra.
- Temperatura

La temperatura permisible la tienen en la gama que va de 32 °C a 10 °C. Son sensibles a las heladas, a excepción de la especie más robusta, T. usneoides, que pueden tolerar heladas por la noche alrededor de -10 °C.
- Alimentación

Rocíe con fertilizante de plantas de interior, una vez cada dos semanas en primavera y verano, y una vez cada cuatro semanas en otoño e invierno. Diluya el fertilizante a un cuarto de la fuerza recomendada.
- Floración

Aunque se cultivan por su aspecto en general y no por su flor, algunas Tillandsia tienen unas floraciones regulares, y algunas  especies tienen unas flores muy impresionantes. Además es común en estas plantas que varíen el color de las hojas (que cambia generalmente de verde al rojo) en las que se encuentran alrededor de la flor. Esto es una indicación de que la planta es monocárpica (que producen flores solamente una vez antes de morir) pero las plántulas que surgen alrededor de la planta en flor continuarán viviendo.
- Esquejes

Después de florecer, la planta formará plántulas o "hijuelos" alrededor de la planta madre. Deje estos lo más posible, pues la planta los sigue desarrollando a su alrededor formando una colonia.
- Fijación de la planta a una base

Fijar con el pegamento de silicona o con un pegamento no acuoso que sea soluble, evitando en la base las hojas más bajas y cogiendo las raíces que crecen en la base. Para hacer diseños florales, se utilizan conchas marinas, troncos de madera seca, corales, rocas, cerámicas, fuentes o  cristales. También se adornan los diseños florales con el musgo sphagnum verde (teñido o natural) como un  ornamento.

## Taxonomía
Tillandsia excelsa fue descrita por August Heinrich Rudolf Grisebach y publicado en Flora of the British West Indian Islands 597. 1864.
Etimología
Tillandsia: nombre genérico que fue nombrado por Carlos Linneo en 1738 en honor al médico y botánico finlandés Dr. Elias Tillandz (originalmente Tillander) (1640-1693).
excelsa: epíteto latíno que significa "alta"
Sinonimia
- Tillandsia costaricana Mez & Wercklé
- Tillandsia werckleana Mez[3][4][5]

## Nombres comunes
- Español:  en Honduras Gallito, en Costa Rica Piño.